# Liste der Monuments historiques in Val-de-Meuse
Die Liste der Monuments historiques in Val-de-Meuse führt die Monuments historiques in der französischen Gemeinde Val-de-Meuse auf.

## Liste der Immobilien
| Bezeichnung                | Beschreibung                                           | Standort                                          | Kennzeichnung | Schutzstatus | Datum | Bild           |
| -------------------------- | ------------------------------------------------------ | ------------------------------------------------- | ------------- | ------------ | ----- | -------------- |
| Kirche St-Brice            | aus dem 15. Jahrhundert                                | Lénizeul, rue de l’Église (Lage)                  | PA00079134    | Inscrit      | 1929  | weitere Bilder |
| Kirche St-Èvre             | ab dem 15. Jahrhundert                                 | Provenchères-sur-Meuse, place de la Mairie (Lage) | PA00079193    | Inscrit      | 1925  |                |
| Kirche Ste-Marie-Madeleine | Chorschranke: Schmiedeeisen, Ende des 18. Jahrhunderts | Montigny-le-Roi, rue Robert-Collin (Lage)         | PA00079255    | Inscrit      | 1925  |                |
| Wegekreuz                  | aus dem 17. Jahrhundert                                | Lénizeul, rue de Bassoncourt (Lage)               | PA00079133    | Inscrit      | 1929  |                |

## Liste der Objekte
| Bezeichnung                                           | Beschreibung                                                                                       | Standort                                                    | Kennzeichnung | Schutzstatus | Datum | Bild |
| ----------------------------------------------------- | -------------------------------------------------------------------------------------------------- | ----------------------------------------------------------- | ------------- | ------------ | ----- | ---- |
| Zwei Reliefs: Mariä Heimsuchung und Mariä Himmelfahrt | Holz, farbig gefasst und vergoldet, nicht datiert                                                  | Provenchères-sur-Meuse, in der Kirche St-Èvre (Lage)        | PM52001930    | Inscrit      | 2007  |      |
| Prozessionskreuz (1)                                  | Messing, bezeichnet 1736                                                                           | Meuse, in der Kirche St-Laurent (Lage)                      | PM52001216    | Classé       | 1976  |      |
| Grabstein für Sébastien Philpin                       | Kalkstein, bezeichnet 1710                                                                         | Provenchères-sur-Meuse, in der Kirche St-Èvre (Lage)        | PM52001220    | Classé       | 1976  |      |
| Kommuniontisch                                        | Schmiedeeisen, um 1780                                                                             | Montigny-le-Rois, in der Kirche Ste-Marie-Madeleine (Lage)  | PM52001217    | Classé       | 1979  |      |
| Skulptur Heiliger Laurentius                          | Aufsatz eines Prozessionsstabs; Holz, farbig gefasst, 18. Jahrhundert                              | Meuse, in der Kirche St-Laurent (Lage)                      | PM52001797    | Inscrit      | 1976  |      |
| Kelch und Patene                                      | Silber, 18. Jahrhundert                                                                            | Provenchères-sur-Meuse, in der Kirche St-Èvre (Lage)        | PM52001219    | Classé       | 1976  |      |
| Prozessionskreuz (2)                                  | Kupfer, Holz, 16. Jahrhundert                                                                      | Lénizeul, in der Kirche St-Brice (Lage)                     | PM52001208    | Classé       | 1963  |      |
| Grabstein für Anthoine de Molain und seine Frau       | Stein, 16. Jahrhundert                                                                             | Ravennefontaines, in der Kirche St-Pierre-et-St-Paul (Lage) | PM52001221    | Classé       | 1908  |      |
| Pietà                                                 | Stein, farbig gefasst, Ende des 15. Jahrhunderts                                                   | Maulain, in der Kirche St-Félix (Lage)                      | PM52001215    | Classé       | 1976  |      |
| Hauptaltar (1)                                        | Altartisch, Tabernakel, Baldachin und zwei Skulpturen; Holz, farbig gefasst und vergoldet, um 1713 | Provenchères-sur-Meuse, in der Kirche St-Èvre (Lage)        | PM52001218    | Classé       | 1976  |      |
| Gemälde Camille Flammarion                            | Ölfarbe auf Leinwand, 1884 von Victor Merlin                                                       | Montigny-le-Roi, in der Mairie (Lage)                       | PM52001805    | Inscrit      | 1992  |      |
| Büste Camille Flammarion                              | Marmor, Ende des 19. Jahrhunderts                                                                  | Montigny-le-Roi, in der Mairie (Lage)                       | PM52001804    | Inscrit      | 1992  |      |
| Hauptaltar (2)                                        | Altarstufen, Altartisch und Tabernakel; Marmor, 18. Jahrhundert                                    | Ravennefontaines, in der Kirche St-Pierre-et-St-Paul (Lage) | PM52001222    | Classé       | 1975  |      |
| Drei Ampullen für die heiligen Öle                    | Silber, 18. Jahrhundert                                                                            | Lénizeul, in der Kirche St-Brice (Lage)                     | PM52001210    | Classé       | 1976  |      |
| Paxtafel                                              | Kupfer, 15. oder 16. Jahrhundert                                                                   | Lénizeul, in der Kirche St-Brice (Lage)                     | PM52001209    | Classé       | 1976  |      |
| Skulptur eines Papstes                                | Stein, farbig gefasst, um 1500                                                                     | Maulain, in der Kirche St-Félix (Lage)                      | PM52001214    | Classé       | 1976  |      |
| Skulptur eines heiligen Bischofs                      | Holz, farbig gefasst, 18. Jahrhundert                                                              | Lénizeul, in der Kirche St-Brice (Lage)                     | PM52001206    | Classé       | 1963  |      |
| Skulptur Heiliger Karl                                | Holz, farbig gefasst, 18. Jahrhundert                                                              | Lénizeul, in der Kirche St-Brice (Lage)                     | PM52001207    | Classé       | 1963  |      |
| Skulptur Heiliger Mauritius                           | Stein, farbig gefasst, Ende des 15. Jahrhunderts                                                   | Maulain, in der Kirche St-Félix (Lage)                      | PM52001213    | Classé       | 1976  |      |
| Nikolausaltar                                         | Seitenaltar; Altartisch, Reabel und Relief; Holz, farbig gefasst und vergoldet, 18. Jahrhundert    | Lécourt, in der Kirche Notre-Dame-de-l’Assomption (Lage)    | PM52001794    | Inscrit      | 1992  |      |
| Sessel und zwei Hocker                                | Holz, vergoldet, Stoff, 18. Jahrhundert                                                            | Montigny-le-Rois, in der Kirche Ste-Marie-Madeleine (Lage)  | PM52001803    | Inscrit      | 1992  |      |
| Skulptur Heiliger Nikolaus                            | Holz, farbig gefasst und vergoldet, 18. Jahrhundert                                                | Montigny-le-Rois, in der Kirche Ste-Marie-Madeleine (Lage)  | PM52001802    | Inscrit      | 1976  |      |